# Moussonvilliers
Moussonvilliers est une ancienne commune française, située dans le département de l'Orne en région Normandie, peuplée de 214 habitants.

## Géographie
Située dans la région naturelle du Perche, Moussonvilliers est l'un des villages qui appartiennent au canton de Tourouvre dans le département de l'Orne. Le territoire se situe à la limite des départements d'Eure-et-Loir et de l'Eure. Le village est traversé par la D 24 qui relie La Ferté-Vidame à Saint-Maurice-lès-Charencey sur la N 12.
| Saint-Maurice-lès-Charencey                       | Armentières-sur-Avre (Eure)                       | Rohaire (Eure-et-Loir)            |
| Saint-Maurice-lès-Charencey                       | Moussonvilliers                                   | La Chapelle-Fortin (Eure-et-Loir) |
| Longny-les-Villages (comm. dél. de Marchainville) | Longny-les-Villages (comm. dél. de Marchainville) | La Ferté-Vidame (Eure-et-Loir)    |

## Toponymie
Le nom de la localité est attesté sous la forme Mutionis villare en 1126. Le toponyme est issu d'un anthroponyme germanique tel que Mozo, Muozzo ou Muozzon et du latin villare, « ferme ».
Le gentilé est Moussonvilliérois.

## Histoire
Tout comme les villages de Charencey, Normandel, Saint-Maurice-lès-Charencey et La Trinité-sur-Avre, Moussonvilliers dépendait au XIIIe siècle de la châtellenie de Châteauneuf-en-Thymerais dont les seigneurs successifs régnaient sur le Thymerais et guerroyaient au nom des rois de France contre les ducs de Normandie et les Anglais.
En 1823, Moussonvilliers (372 habitants en 1821) absorbe La Béhardière (181 habitants).

## Politique et administration
| Période                                  | Période       | Identité      | Étiquette    | Qualité     |
| ---------------------------------------- | ------------- | ------------- | ------------ | ----------- |
| 1977                                     | mars 2008     | Roger Papin   | RPR puis UMP |             |
| mars 2008                                | décembre 2017 | Pascal Houlle | SE           | Agriculteur |
| Les données manquantes sont à compléter. |               |               |              |             |

Le conseil municipal était composé de onze membres dont le maire et deux adjoints.

## Démographie
En 2021, la commune comptait 214 habitants. Depuis 2004, les enquêtes de recensement dans les communes de moins de 10 000 habitants ont lieu tous les cinq ans (en 2006, 2011, 2016, etc. pour Moussonvilliers) et les chiffres de population municipale légale des autres années sont des estimations. 
Moussonvilliers a compté jusqu'à 605 habitants en 1841.
| 1793 | 1800 | 1806 | 1821 | 1836 | 1841 | 1846 | 1851 | 1856 |
| ---- | ---- | ---- | ---- | ---- | ---- | ---- | ---- | ---- |
| 386  | 344  | 367  | 372  | 586  | 605  | 590  | 601  | 561  |

| 1861 | 1866 | 1872 | 1876 | 1881 | 1886 | 1891 | 1896 | 1901 |
| ---- | ---- | ---- | ---- | ---- | ---- | ---- | ---- | ---- |
| 563  | 554  | 507  | 479  | 473  | 418  | 426  | 423  | 441  |

| 1906 | 1911 | 1921 | 1926 | 1931 | 1936 | 1946 | 1954 | 1962 |
| ---- | ---- | ---- | ---- | ---- | ---- | ---- | ---- | ---- |
| 421  | 394  | 339  | 339  | 320  | 316  | 328  | 329  | 290  |

| 1968 | 1975 | 1982 | 1990 | 1999 | 2006 | 2011 | 2016 | 2020 |
| ---- | ---- | ---- | ---- | ---- | ---- | ---- | ---- | ---- |
| 282  | 248  | 215  | 210  | 209  | 218  | 228  | 227  | 216  |

| 1793 | 1800 | 1806 | 1821 |
| ---- | ---- | ---- | ---- |
| 185  | 147  | 157  | 181  |

## Lieux et monuments
- Église Notre-Dame-de-l'Assomption, du XVIe siècle, remaniée. Une Vierge à l'Enfant, du XVIe également, est classée à titre d'objet aux Monuments historiques[15].
- Pierre Laval a été propriétaire, de 1923 à 1936, du château de Corbière situé à Moussonvilliers. Il avait fait l'acquisition de ce domaine agricole de 120 hectares où il pratiquait l'élevage de vaches et de chevaux ; il en était l'exploitant direct, sans avoir recours au fermage[16].

## Activité et manifestations

### Sports
L'Union sportive de Moussonvilliers fait évoluer deux équipes de football en divisions de district.

## Héraldique
| Blason de Moussonvilliers | Blason  | Parti: au 1er à l'obélisque d'argent sur son socle du même, sommé d'une croix latine perronnée d'or et accosté de deux bornes du même, au 2e coupé au I d'azur au pal ondé élargi d'argent chargé d'une grenouille montant en pal de sinople, au II d'or au tau de gueules. |
| Blason de Moussonvilliers | Détails | Le statut officiel du blason reste à déterminer. |